# Michalīs Kounounīs
Michalīs Kounounīs (in greco Μιχάλης Κουνούνης?; Limisso, 27 aprile 1981) è un ex cestista cipriota.

## Palmarès
- FIBA Regional Challenge South (2003)
- Campione di Cipro (2003, 2004, 2005, 2007)
- Coppa di Cipro (2004, 2009)
- Cyprus League Most Improved Player of the Year (2007)